# Parandalia fauveli
Parandalia fauveli är en ringmaskart som först beskrevs av Miles Joseph Berkeley 1941.  Parandalia fauveli ingår i släktet Parandalia och familjen Pilargidae.
Artens utbredningsområde är Mexikanska golfen. Inga underarter finns listade i Catalogue of Life.